# The Primitive Call
The Primitive Call er en amerikansk stumfilm fra 1917 af Bertram Bracken.

## Medvirkende
- Gladys Coburn som Betty Malcolm
- Fritz Leiber som Brain Elkhorn
- John Webb Dillion som Bart Jennings
- George Larkin som Percy Malcolm
- Lewis Sealy som John Malcolm